# ウェーバー数
ウェーバー数（ウェーバーすう、英：Weber number）とは、流体力学において慣性力と表面張力の比を表す無次元量である。
{\displaystyle We={\frac {\rho LV^{2}}{\sigma }}}
- ρ：流体の密度
- L ：代表長さ
- V ：代表速度
- σ：表面張力